# Шебелинський газопереробний завод
Шебелинський газопереробний завод (Шебелинське ВПГКН, Шебелинське відділення з переробки газоконденсату та нафти) — основний нафтопереробний актив АТ «Укргазвидобування» та одне з двох нині діючих в Україні нафтопереробних підприємств.
Загальний обсяг переробки, що виконав Шебелинський завод у 2018 році, склав 481,1 тис. тонн сировини. Світлих нафтопродуктів вироблено 388,2 тис. тонн, у тому числі 130,6 тис. тонн бензинів, 85 тис. тонн дизельного пального. Обсяг виробництва скрапленого газу у 2018 році склав 164,8 тис. тонн.

## Історія
Завод введено в експлуатацію в 1960 році. 1997 року на заводі введено в експлуатацію установку каталітичного риформінгу. Вперше в Україні розпочато випуск неетильованих високооктанових бензинів.
Планується будівництво установки поглибленого очищення мазуту для максимального вилучення з нього світлих нафтопродуктів потужністю 50 тис. тонн на рік. Товарною продукцією установки будуть фракції світлих нафтопродуктів і малосірчастих мазутів (до 1 %). Які саме фракції і в яких обсягах буде оптимально проводити, має визначити ТЕО. Сировиною для роботи установки буде мазут із вмістом сірки 1,76 %.
Шебелинський ГПЗ почав виробництво малосірнистого мазуту наприкінці 2017 року, вміст сірки в його продукті — 0,88 %.
За підсумками 2017 року виробництво мазуту склало 34 тис. тонн, що на 33 % менше 2016 року, а частка в балансі ринку досягла 9 %.
Укргазвидобування, акції якого належать НАК «Нафтогаз України», оголосило тендер на будівництво сонячної електростанції (СЕС) в с. Андріївка Харківської області, де розташований Шебелинський газопереробний завод. Планована потужність станції — 3,078 МВт. Згідно з планами держкомпанії, її будівництво повинно закінчитися до кінця 2019 року.
З 2018 року завод повністю перейшов на випуск нафтопродуктів стандарту Євро 5, які за своїми технічними, експлуатаційними та екологічними характеристиками нічим не поступаються своїм закордонним аналогам.
У 2018 Шебелинський нафтопереробний завод та продукція, яку він виробляє (бензини марок А-92, А-95, дизельне пальне, LPG), отримали нове ім'я — Shebel.